# Fugging (Baja Austria)
Fugging (pronunciación en alemán: /ˈfʊɡɪŋ/) es una aldea en el municipio de Obritzberg-Rust, Distrito de Sankt Pölten-Land, Austria. Se encuentra en el estado de Baja Austria y anteriormente se conocía como Fucking antes de que esta cambiara de nombre. 

## Historia del nombre
Fugging fue mencionado por primera vez como Fucking en 1195 en los registros parroquiales de un monasterio local. En 1836, su nombre cambió de Fucking a Fugging sin ninguna razón aparente. Si bien no se sabe por qué la aldea cambió de nombre, el alcalde actual ha especulado que debido a que Fugging está más cerca de Viena que la otra aldea que sigue llamándose Fucking, probablemente habría tenido más visitantes de habla inglesa que podrían haber planteado preguntas con respecto a su nombre, que también es una jerga vulgar en inglés que denomina a las relaciones sexuales. Los letreros toponímicos de la aldea están firmemente encementados para evitar el robo de señalamiento.
En 2012, hubo informes de que la aldea de Fucking en Alta Austria intentó cambiar su nombre a Fugging a través de un referéndum después de recibir una gran cantidad de bromas telefónicas de anglófonos sobre el nombre del pueblo. Según estos informes, no pudieron hacerlo porque este pueblo, Fugging en Baja Austria, ya se llamaba así; el alcalde de Fugging, Andreas Dockner, dijo que "Creemos que una Fugging en Austria es suficiente". Sin embargo, Franz Meindl, el alcalde de Fucking, rechazó la afirmación de que su ciudad planeaba cambiar de nombre: "Esto se discutió hace unos años, pero no surgió nada. Ciertamente no está en discusión ahora". Los nombres de ambas aldeas se derivan de Focko, un noble bávaro del siglo VI.

## Instalaciones
Fugging tiene una iglesia de la aldea que fue construida en 1894 y consagrada en 1896. Más tarde se renovó en 1984 después de que el techo requiriera trabajos de reparación después de daños causados por granizadas persistentes. Fugging también tiene un pequeño departamento de bomberos voluntarios.